# اس‌ام یو-۵۱
اس‌ام یو-۵۱ (به انگلیسی: SM U-51) یک زیردریایی بود که طول آن ۶۵٫۲ متر (۲۱۳٫۹ فوت) بود. این زیردریایی در سال ۱۹۱۵ ساخته شد.